# Sarcobatus
Sarcobatus,  maleni biljni rod smješten u vlastitu porodicu Sarcobataceae, dio reda klinčićolike. Postoje dvije su priznate vrste, obje iz Sjeverne Amerike.

## Opis
Sarcobatus je rod uspravnih, bodljikavih, drvenastih višegodišnjh grmova. Narastu 1 do 1,5 metar u visinu. Cvjetovi su sitni i svijetlozeleni do bjelkasti. Ima mnogo trnja s debelim, uskim, zelenim listovima na krutim granama. Kora mu je glatka i bijela.

## Stanište
Prilagođeno je teškim slanim tlima polusušnih područja. Ograničena je na alkalna tla i može činiti dominantnu vegetaciju na alkalnim ravnicama. Počinje rasti u rano proljeće. Listovi ostaju sočni do jeseni, kada se smrznu, osuše i otpadnu. Pupoljci ostaju na biljkama veći dio godine.

## Otrovnost
Grm je koji stoka općenito može sigurno jesti u umjerenim količinama s ostalom krmom. Umjereno je ukusan. Smrt nastupa kada stoka pojede velike količine u kratkom vremenskom razdoblju. Gubici se općenito javljaju u jesen i zimu kada ovce ili goveda pojedu velike količine lišća koje je otpalo na tlo ili iz ranog rasta u proljeće. Biljni toksini, natrijevi i kalijevi oksalati, nalaze se u lišću, dok su u manjim koncentracijama u drugim dijelovima biljke. Količina toksina značajno varira u različitim područjima gdje raste (od 10-22% suhe težine biljke). Toksičnost ovog drveta raste kako sezona rasta napreduje.
Znakovi trovanja mogu se razviti 4 do 6 sati nakon što životinja pojede otrovnu količinu drveta. Otrovanje Sarcobatusom kod stoke slično je onom uzrokovanom halogetonom što rezultira hipokalcemijom, nekrozom bubrega i posljedičnom uremijom. Oko 1 gm oksalata/kg tjelesne težine je smrtonosan za ovce. To bi bilo oko 0,5 kg zelenog lišća i finih stabljika za ovcu ili 1,5-2,0 kg za kravu. Da bi bila smrtonosna, biljka se mora brzo konzumirati bez drugih razrjeđujućih krmiva. Životinje se mogu prilagoditi gutanju oksalata hranjenjem oksalata u malim dozama nekoliko dana. Kod takvih životinja smrtonosne doze su 30-50% veće nego kod nekondicioniranih životinja.

## Vrste
1. Sarcobatus baileyi Coville
2. Sarcobatus vermiculatus (Hook.) Torr.